# Pachymenes orellanoides
Pachymenes orellanoides är en stekelart som beskrevs av Giordani Soika 1990. Pachymenes orellanoides ingår i släktet Pachymenes och familjen Eumenidae. Inga underarter finns listade i Catalogue of Life.